# نمودار ساختار داده
یک نمودار ساختار داده (DSD) نمایش بصری نوع خاصی از مدل داده است که شامل موجودیت‌ها، روابط آن‌ها و محدودیت‌هایی است که بر روی آن‌ها قرار می‌گیرد. این یک جایگزین قدیمی‌تر برای مدل موجودیت-رابطه است.
عناصر نماد گرافیکی اولیه DSD ها جعبه هایی هستند که موجودیت ها را نشان می دهند. نمادهای پیکان نشان دهنده روابط هستند. نمودارهای ساختار داده برای سندسازی موجودیت های داده پیچیده بسیار مفید هستند.